# Хела Ріабі
Хела Ріабі (нар. 18 лютого 1987) — туніська борчиня вільного стилю, п'ятиразова чемпіонка, срібна та бронзова призерка чемпіонатів Африки, чемпіонка та срібна призерка Африканських ігор, учасниця Олімпійських ігор.

## Біографія
Боротьбою почала займатися з 1997 року. У 2006 році стала чемпіонкою Африки серед юніорів. 
Виступає за борцівський клуб «Мегрін» з міста Туніс.

## Спортивні результати на міжнародних змаганнях

### Виступи на Олімпіадах
| Змагання                    | Збірна | Вагова категорія | Місце |
| --------------------------- | ------ | ---------------- | ----- |
| Літні Олімпійські ігри 2016 | Туніс  | 63 кг            | 18    |

### Виступи на Чемпіонатах світу
| Змагання                        | Збірна | Вагова категорія | Місце |
| ------------------------------- | ------ | ---------------- | ----- |
| Чемпіонат світу з боротьби 2007 | Туніс  | 55 кг            | 14    |
| Чемпіонат світу з боротьби 2011 | Туніс  | 63 кг            | 32    |
| Чемпіонат світу з боротьби 2013 | Туніс  | 59 кг            | 22    |

### Виступи на Чемпіонатах Африки
| Змагання                         | Збірна | Вагова категорія | Місце  |
| -------------------------------- | ------ | ---------------- | ------ |
| Чемпіонат Африки з боротьби 2007 | Туніс  | 55 кг            | Срібло |
| Чемпіонат Африки з боротьби 2008 | Туніс  | 59 кг            | Золото |
| Чемпіонат Африки з боротьби 2009 | Туніс  | 59 кг            | Золото |
| Чемпіонат Африки з боротьби 2010 | Туніс  | 59 кг            | Бронза |
| Чемпіонат Африки з боротьби 2012 | Туніс  | 59 кг            | 4      |
| Чемпіонат Африки з боротьби 2013 | Туніс  | 59 кг            | Золото |
| Чемпіонат Африки з боротьби 2014 | Туніс  | 58 кг            | Золото |
| Чемпіонат Африки з боротьби 2016 | Туніс  | 60 кг            | Золото |

### Виступи на Африканських іграх
| Змагання                 | Збірна | Вагова категорія | Місце  |
| ------------------------ | ------ | ---------------- | ------ |
| Всеафриканські ігри 2007 | Туніс  | 55 кг            | Срібло |
| Африканські ігри 2015    | Туніс  | 60 кг            | Золото |

### Виступи на інших змаганнях
| Змагання                                                               | Збірна | Вагова категорія | Місце  |
| ---------------------------------------------------------------------- | ------ | ---------------- | ------ |
| Середземноморські ігри 2009                                            | Туніс  | 59 кг            | 5      |
| Арабський чемпіонат з боротьби 2010                                    | Туніс  | 59 кг            | Золото |
| Олімпійський кваліфікаційний турнір з вільної боротьби 2012 (Марракеш) | Туніс  | 63 кг            | Бронза |
| Київський Міжнародний турнір з вільної боротьби 2013                   | Туніс  | 59 кг            | 5      |
| Середземноморські ігри 2013                                            | Туніс  | 59 кг            | Бронза |
| Меморіал Вацлава Циолковського 2013                                    | Туніс  | 59 кг            | 7      |
| Klippan Lady Open 2014                                                 | Туніс  | 58 кг            | 14     |
| Klippan Lady Open 2015                                                 | Туніс  | 58 кг            | 7      |
| Klippan Lady Open 2016                                                 | Туніс  | 60 кг            | 5      |
| Олімпійський кваліфікаційний турнір з вільної боротьби 2016 (Алжир)    | Туніс  | 63 кг            | Золото |
| Гран-прі Іспанії з боротьби 2016                                       | Туніс  | 60 кг            | 5      |